# Lexicon abbreviaturarum
El Lexicon abbreviaturarum o Diccionario de abreviaturas latinas e italianas es un diccionario especializado compilado por Adriano Cappelli y publicado por primera vez en 1899 en la serie «Manuali Hoepli». El autor, valiéndose de sus estudios clásicos y de su actividad como archivero, recopiló un conjunto de abreviaturas, siglas y acrónimos paleográficos y taquigráficos utilizados en textos, documentos y vestigios epigráficos en latín de la época romana y medieval y en lengua italiana hasta principios de la Edad Moderna, resolviendo junto a cada abreviatura la grafía completa.
El Lexicon abbreviaturarum tuvo otras dos ediciones más revisadas por el autor, siendo la segunda en 1912 y la tercera en 1929; tras su muerte fue reimpreso varias veces y en 2011 fue reelaborado y ampliado por Mario Geymonat y Fabio Troncarelli.

## Contenido

### Índice de la primera edición de 1899
- Prefacio, págs. V-VII
- Advertencia, págs. IX-X
- Braquigrafía medieval, págs. XI-LIV
- Transcripción de los cuatro facsímiles reproducidos como ensayo escrito, pp. LV-LXII
- De la A a la Z, págs. 1-359
- Signos convencionales, págs. 360-368
- Abreviaturas de medicina, págs. 369-371
- Numeración romana, págs. 372-379
- Numeración árabe, págs. 380-385
- Monogramas, págs. 386-394
- Signos epigráficos y abreviaturas, págs. 395-433

## Ediciones
- Lexicon abbreviaturarum quae in lapidibus, codicibus et chartis praesertim Medii-Aevi occurrunt. Dizionario di abbreviature latine ed italiane usate nelle carte e codici specialmente nel Medio-Evo riprodotte con oltre 13000 segni incisi; aggiuntovi uno studio sulla brachigrafia medioevale, un prontuario di sigle epigrafiche, l'antica numerazione romana ed arabica, i monogrammi, ed i segni indicanti monete, pesi, misure (1 edición). Milano: U. Hoepli. 1899.
- Lexicon abbreviaturarum. Dizionario di abbreviature latine ed italiane usate nelle carte e codici, specialmente nel Medio-Evo, riprodotte con oltre 14000 segni incisi; con l'aggiunta di uno studio sulla brachigrafia medioevale, un prontuario di sigle epigrafiche, l'antica numerazione romana ed arabica ed i segni indicanti monete, pesi, misure, etc. (2 edición). Milano: U. Hoepli. 1912. Archivado desde el original el 19 giugno 2009.
- Lexicon abbreviaturarum. Dizionario di abbreviature latine ed italiane usate nelle carte e nei codici, specialmente del Medio-Evo, riprodotte con oltre 14000 segni incisi; con l'aggiunta di uno studio sulla brachigrafia medioevale, un prontuario di sigle epigrafiche, l'antica numerazione romana ed arabica ed i segni indicanti monete, pesi, misure, etc. (3 edición). Milano: U. Hoepli. 1929. È l'ultima edizione curata e riveduta dall'autore.
- Lexicon abbreviaturarum. Dizionario di abbreviature latine ed italiane usate nelle carte e codici specialmente del Medio-Evo riprodotte con oltre 14000 segni incisi; con l'aggiunta di uno studio sulla brachigrafia medioevale, un prontuario di Sigle Epigrafiche, l'antica numeraz. romana ed arabica ed i segni indicanti monete, pesi, misure, etc. (4 edición). Milano: U. Hoepli. 1949. Ristampa anastatica della terza edizione.
- Lexicon abbreviaturarum. Dizionario di abbreviature latine ed italiane usate nelle carte e codici, specialmente del Medio-Evo, riprodotte con oltre 14000 segni incisi; con l'aggiunta di uno studio sulla brachigrafia medioevale, un prontuario di sigle epigrafiche, l'antica numerazione romana ed arabica ed i segni indicanti monete, pesi, misure, etc. (5 edición). Milano: U. Hoepli. 1954. Ristampa anastatica.
- Lexicon abbreviaturarum. Dizionario di abbreviature latine ed italiane usate nelle carte e codici, specialmente del Medio-Evo, riprodotte con oltre 14000 segni incisi; con l'aggiunta di uno studio sulla brachigrafia medioevale, un prontuario di sigle epigrafiche, l'antica numerazione romana ed arabica ed i segni indicanti monete, pesi, misure, etc. (6 edición). Milano: U. Hoepli. 1960. Ristampa anastatica.[1]
- Lexicon abbreviaturarum. Dizionario di abbreviature latine ed italiane usate nelle carte e codici specialmente nel Medio-Evo riprodotte con oltre 14000 segni incisi; con l'aggiunta di uno studio sulla brachigrafia medioevale, un prontuario di sigle epigrafiche, l'antica numerazione romana ed arabica ed i segni indicanti monete, pesi, misure, etc. (7 edición). Milano: U. Hoepli. 2011. Edizione ampliata e rinnovata da Mario Geymonat e Fabio Troncarelli.

### Traducciones
- Lexicon abbreviaturarum. Wörterbuch lateinischer und italienischer Abkürzungen wie sie in Urkunden und Handschriften besonders des Mittelalters gebräuchlich sind, dargestellt, in über die 16000 Zeichen, nebst einer Abhandlung über die mittelalterliche Kurzschrift, einer Zusammenstellung epigraphischer Sigel, der alten römischen und arabischen Zahlung und der Zeichen für Münzen, Masse und Gewichte (en alemán). Leipzig: J.J. Weber. 1901.
- Lexicon abbreviaturarum. Wörterbuch lateinischer und italienischer Abkürzungen wie sie in Urkunden und Handschriften besonders des Mittelalters gebräuchlich sind, dargestellt, in über 14000 holzschnittzeichen (en alemán). Leipzig: J.J. Weber. 1928.

## Reseñas
En general, la primera edición de la obra fue recibida positivamente por los estudiosos italianos.

Diamo dunque di cuore il benvenuto a questo prezioso dizionario del Cappelli, nel quale è in breve spazio riunito il meglio di quanto fu fatto fin ora
Por ello acogemos con gran satisfacción este precioso diccionario de Cappelli, que reúne en un breve espacio lo mejor de lo hecho hasta ahora.
Vittorio Scialoja

La sección introductoria a la braquigrafía medieval se basa en un escrito de Cesare Paoli, pero con algunas modificaciones que no fueron consideradas favorablemente por Enrico Rostagno. La indicación de las fechas junto a las abreviaturas se consideró bastante imprecisa, mientras que la parte final con las abreviaturas epigráficas se consideró incompleta en comparación con otras obras ya publicadas.
En 1901, no obstante la "revisión despiadada" hecha por Ludwig Traube, el volumen también tuvo una edición alemana, que se volvió a publicar en 1928.
En 1964 se publicó póstumamente un suplemento en francés de Auguste Pelzer.
El Lexicon abbreviaturarum todavía se imprime y se considera un manual aún vigente, utilizable y confiable.

È uno strumento essenziale per chiunque si cimenti con la lettura e la trascrizione di testi e documenti medievali o di prima età moderna, in latino o volgare italiano, nei quali molto utilizzato è il sistema abbreviativo.
Es una herramienta esencial para cualquiera que intente leer y transcribir textos y documentos medievales o modernos, en latín o italiano vernáculo, en los que se utiliza ampliamente el sistema de abreviaturas.
Archivio di Stato di Torino